# Petra Bauer
Petra Bauer es una deportista alemana que compitió en biatlón. Ganó una medalla de oro en el Campeonato Mundial de Biatlón de 1992, en la prueba por equipos.

## Palmarés internacional
| Campeonato Mundial | Campeonato Mundial  | Campeonato Mundial | Campeonato Mundial |
| Año                | Lugar               | Medalla            | Prueba             |
| ------------------ | ------------------- | ------------------ | ------------------ |
| 1992               | Novosibirsk (Rusia) | Medalla de oro     | Equipo             |